# Бейнарт ІІІ
Бейнарт III (пол. Bejnart III, Beynart III) — шляхетський герб, різновид герба Абданк.

## Опис герба
Опис згідно класичними правилами блазонування: У червоному полі, срібна лекавиця, бічні крокви якого пробиті зправа стрілою по діагоналі вгору, зліва стрілою по діагоналі вниз. Клейнод: три страусиних пір'їни. Намет червоний, підбитий сріблом.

## Найперша згадка
Невідоме походження різновиду.

## Геральдичний рід
Бейнарт (Bejnart, Beynart).